# 与謝野駅
与謝野駅（よさのえき）は、京都府与謝郡与謝野町字下山田小字柿内にある、WILLER TRAINS（京都丹後鉄道）宮津線の駅である。駅番号はT17。「宮豊線」の愛称区間に含まれている。駅の愛称は「美心 与謝野（うつくしごころ よさの）」。
国鉄、西日本旅客鉄道（JR西日本）が運営していた時代は丹後山田駅（たんごやまだえき）と名乗っていたが、北近畿タンゴ鉄道への宮津線移管の際に野田川駅に改称され（野田川は与謝野町成立までの旧町名だった）、WILLER TRAINSへの宮津線移管の際に現在の駅名に改称されている。
また、1985年まで、当駅 - 加悦（かや）間で加悦鉄道が運行されていた。

## 歴史

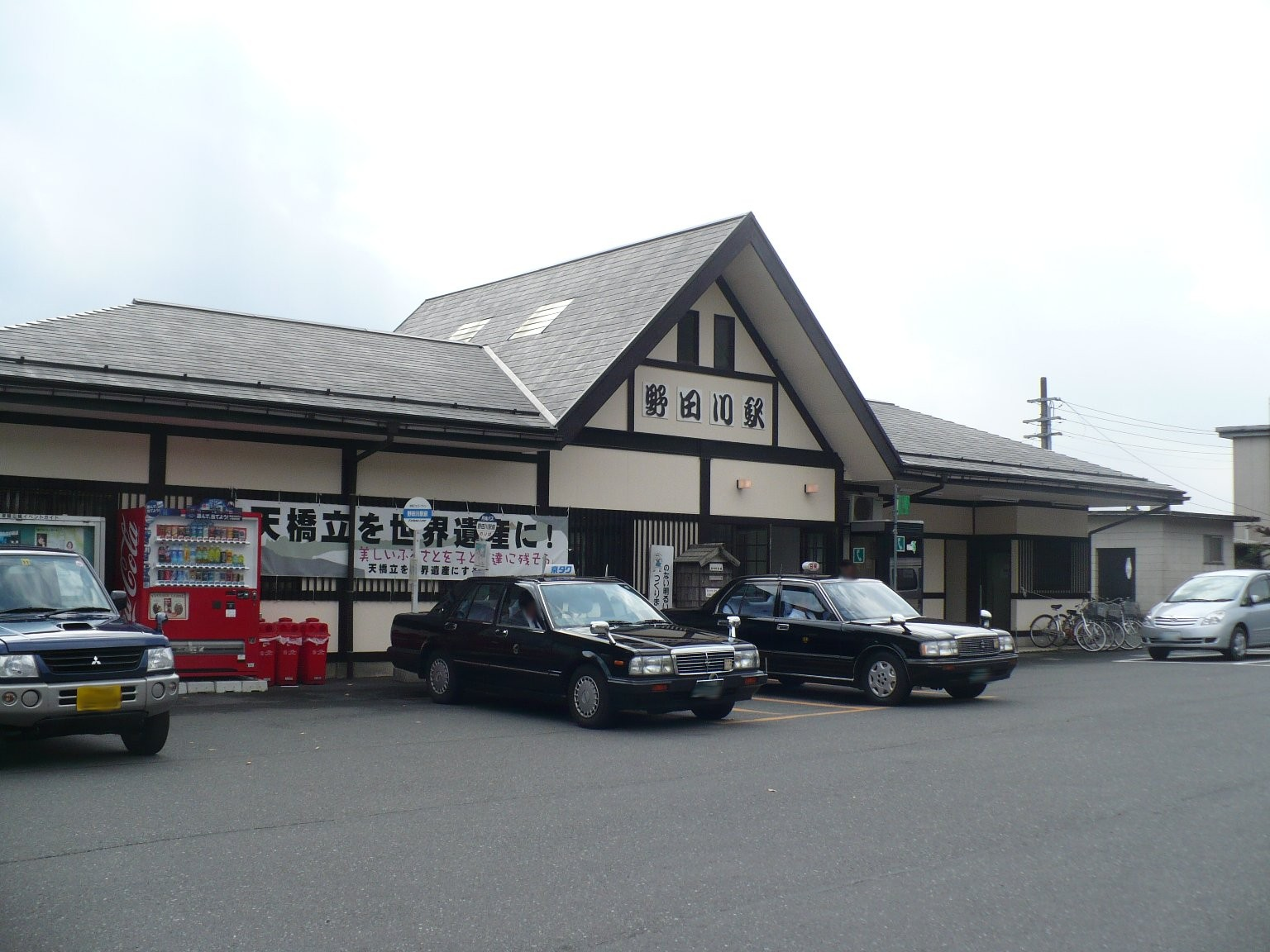
改称前の駅舎（2008年10月）

- 1925年（大正14年）7月31日：国有鉄道の宮津駅 - 丹後山田駅間の延伸と同時に、その終着たる丹後山田駅として開業[1]。
- 1926年（大正15年）12月5日：加悦鉄道が開業。当駅に乗り入れ[3]。
- 1932年（昭和7年）8月10日：峰山線が宮津線に統合となり、当駅もその所属となる[1]。
- 1984年（昭和59年）2月1日：国鉄の荷物扱い廃止[4]。
- 1985年（昭和60年）
  - 3月14日：国鉄の貨物取り扱いを廃止[4]。
  - 5月1日：加悦鉄道廃止[3]。
- 1987年（昭和62年）4月1日：国鉄分割民営化により、西日本旅客鉄道の駅となる[2][4]。
- 1990年（平成2年）4月1日：北近畿タンゴ鉄道への宮津線移管により、同鉄道の駅となる。また、駅名を野田川駅に改称[2]。
- 2013年（平成25年）7月10日：「美心 与謝野」と愛称が設定される[5]。
- 2015年（平成27年）4月1日：WILLER TRAINSへの移管により、京都丹後鉄道宮豊線の駅となる。また、駅名を与謝野駅に改称[6]。

## 駅構造
単式・島式の複合型2面3線のホームを持ち、列車交換や折り返しが可能な地上駅である。駅舎は単式ホーム側にあり、丹後ちりめんの産地であることにちなみ、着物の襟をかたどった屋根が特徴的である。島式ホームへは、単式ホームの豊岡寄りから構内踏切で連絡している。また、駅舎の反対側にも構内踏切に直接繋がる勝手口がある。
丹鉄線内に15駅ある有人駅の一つ。簡易委託駅であり、窓口は早朝・夜間を除いて営業。かつては自動券売機が設置されていたが、2023年に撤去されている。
窓口では硬券の入場券・乗車券（丹鉄線内・JR線直通）・自由席特急券（京都からの乗継割引含む）を購入することが可能。窓口に常備されていないきっぷ類は補充券を発行する。
なお、2013年3月16日改正時点では、当駅16時59分発西舞鶴行き以外に、当駅を始発駅・終着駅とする列車はなかったが、2016年3月26日改正で9時29分当駅終着列車とその折り返しの9時42分発西舞鶴行きが設定された。2024年現在、当駅を折り返しとする列車は存在しない。
駅舎の左側には、「丹後山田駅資料室」がある。一部屋だけの小規模な展示室だが、北近畿タンゴ鉄道が国鉄・JR西日本だった頃の当駅にゆかりのある鉄道部品が展示されている。部屋の中にはNゲージで昭和50年代後半頃の丹後山田駅が再現されている。
駅には与謝野町観光協会が運営するレンタサイクル「リンクル与謝野探訪」がある（1月から3月の間は休業）。

### のりば
| のりば | 路線    | 方向 | 行先             | 備考         |
| ------ | ------- | ---- | ---------------- | ------------ |
| 1      | ■宮豊線 | 上り | 天橋立・宮津方面 | 当駅折り返し |
| 1      | ■宮豊線 | 下り | 網野・久美浜方面 | 特急待避時   |
| 2      | ■宮豊線 | 下り | 網野・久美浜方面 |              |
| 3      | ■宮豊線 | 上り | 天橋立・宮津方面 |              |

付記事項
- 上記の路線名は旅客案内上の名称（愛称）で記載した。
- かつては駅舎側の単式ホーム（現在の3番のりば）を1番のりばと扱い、島式ホーム（現在の1・2番のりば）は3・2番のりばとなっていたが、WILLER TRAINSへの移管以降に下り線側（駅舎反対側）からの付番に改められ、現在の付番となった。なお、単式ホーム（3番のりば）は宮津方面からの列車の折り返しにも対応している。

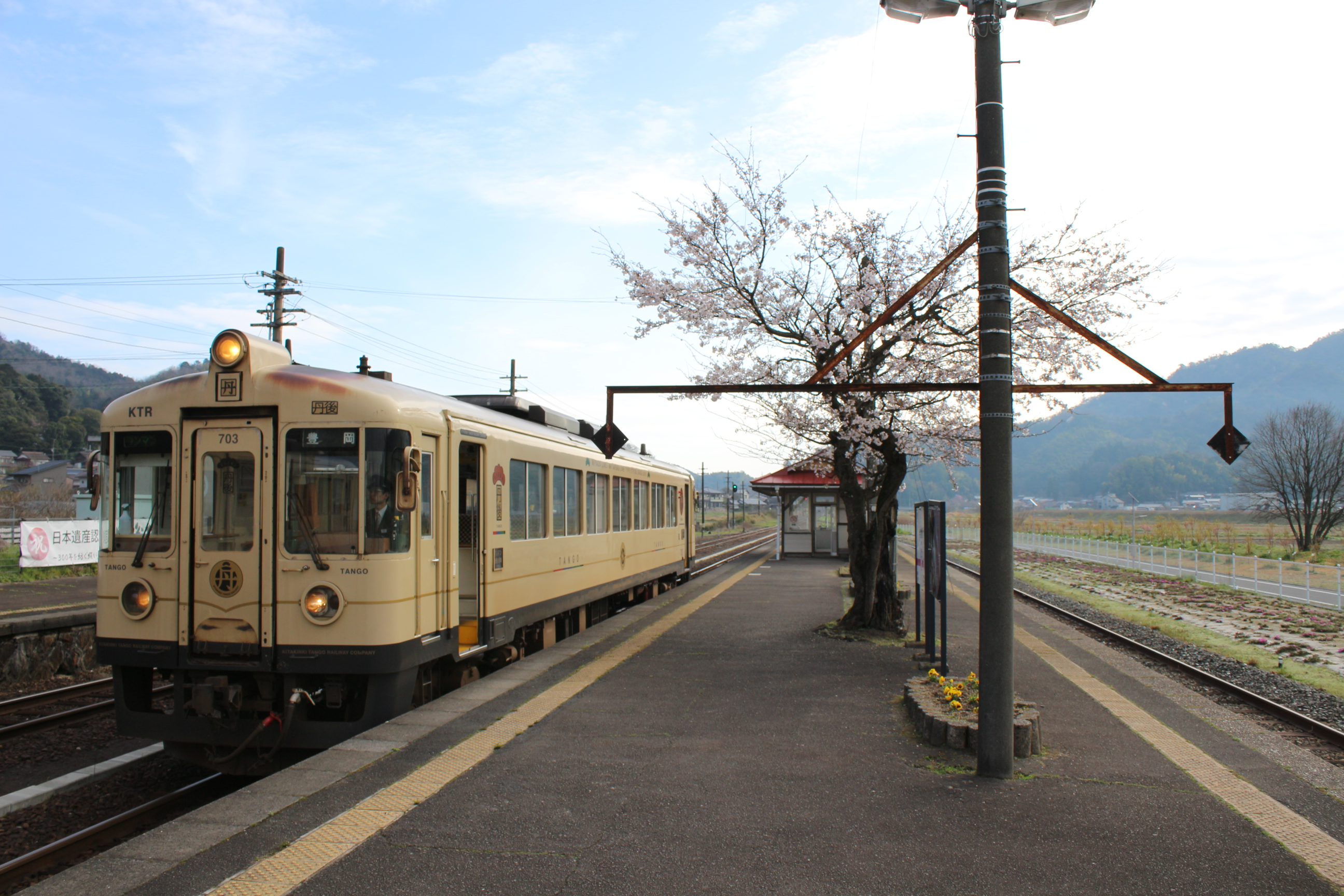
1・2番のりば（2020年3月）
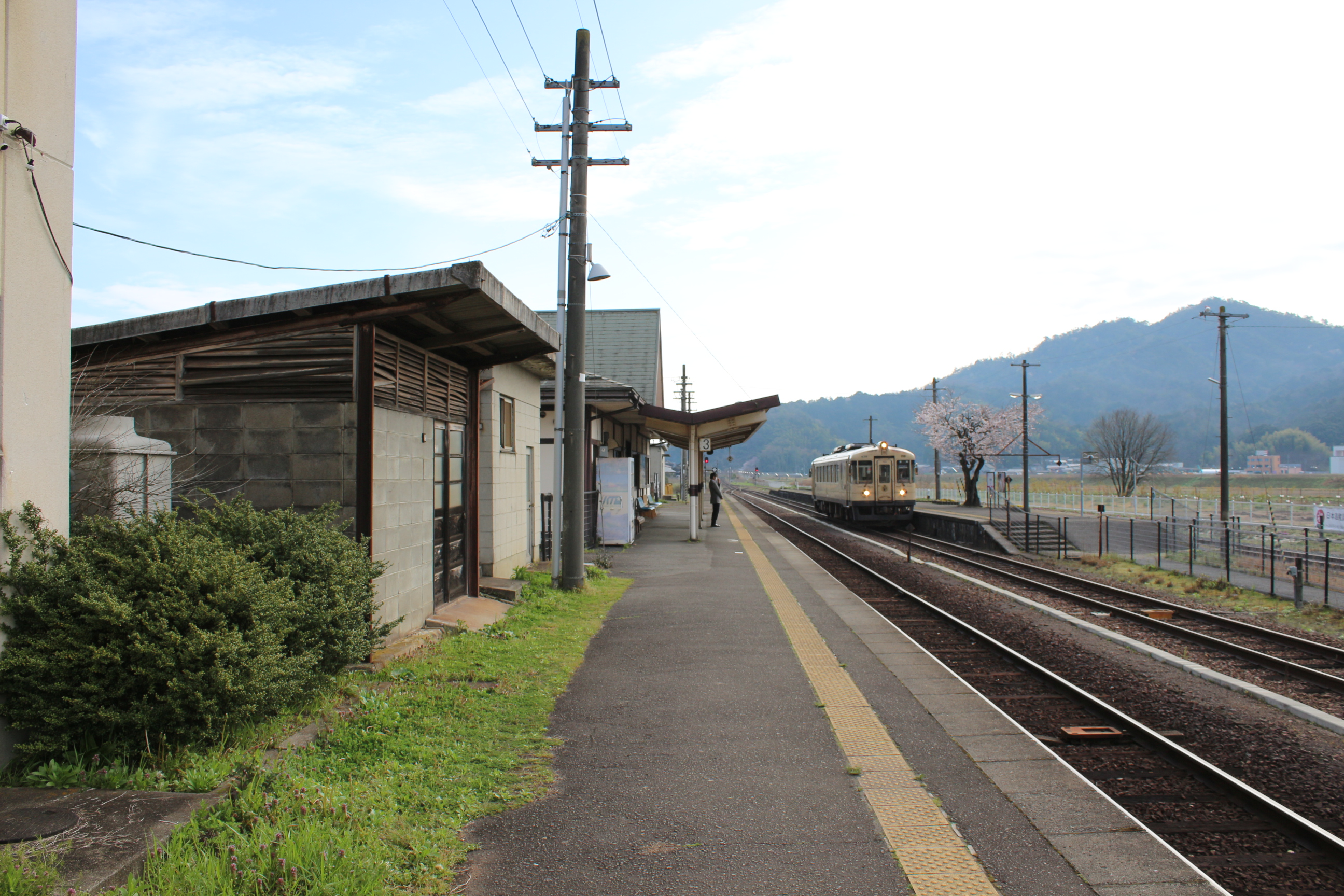
3番のりば（2020年3月）
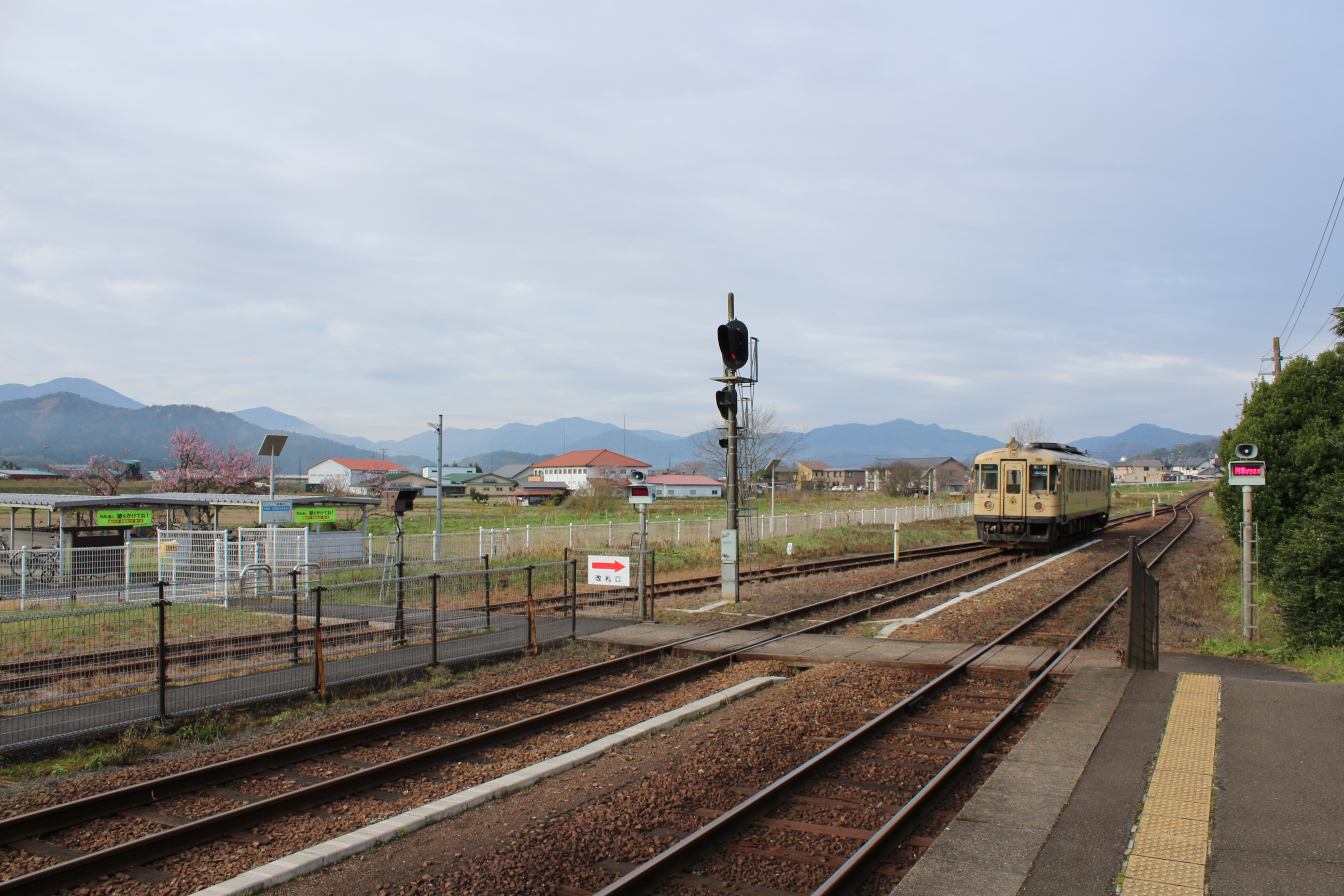
構内踏切（2020年3月）
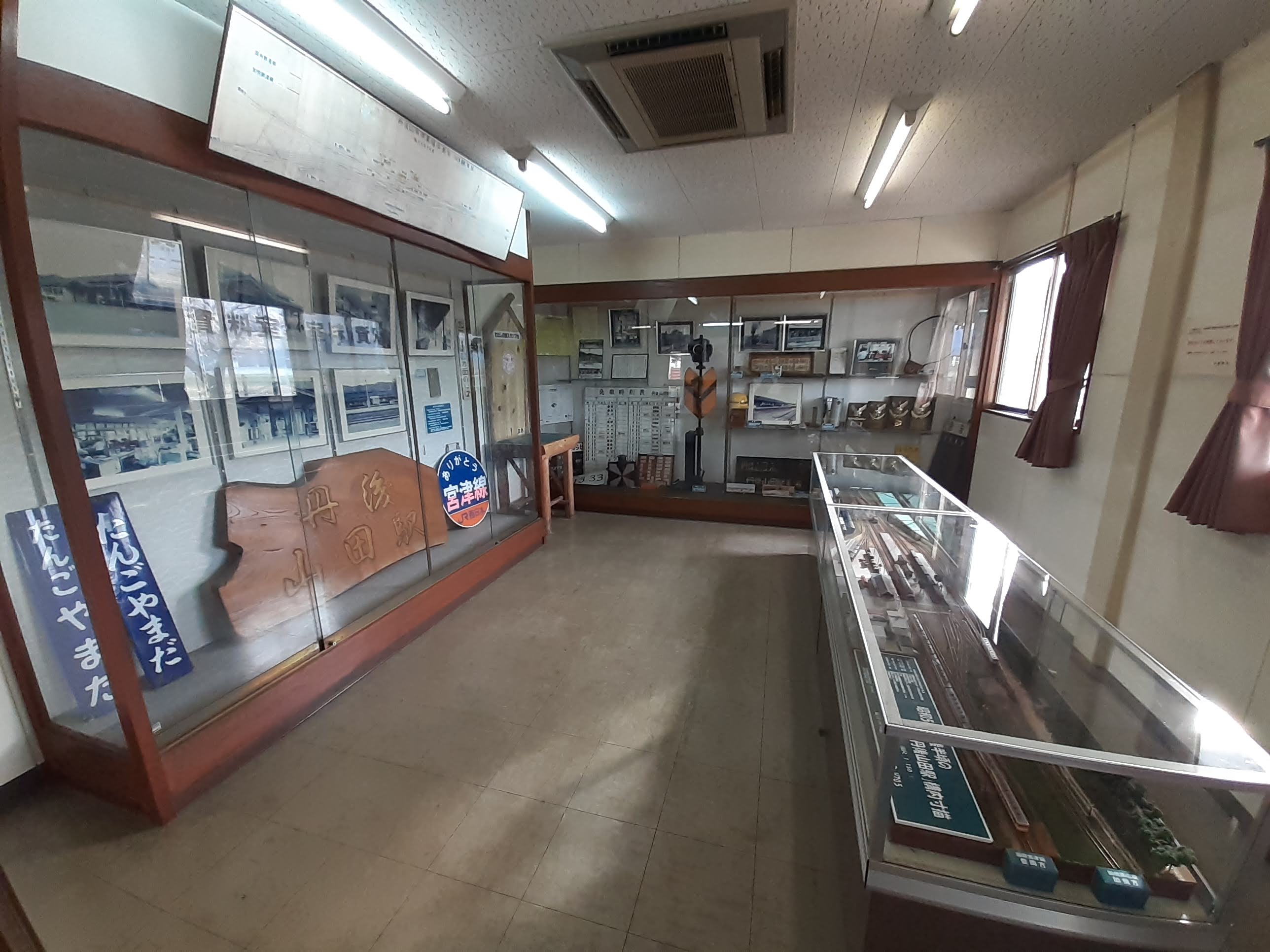
「丹後山田駅資料室」（2020年3月）

## 利用状況
1日の平均乗車人員は以下の通りである。
| 乗車人員推移 | 乗車人員推移 |
| 年度         | 1日平均人数  |
| ------------ | ------------ |
| 1999         | 326          |
| 2000         | 288          |
| 2001         | 307          |
| 2002         | 323          |
| 2003         | 318          |
| 2004         | 293          |
| 2005         | 290          |
| 2006         | 271          |
| 2007         | 304          |
| 2008         | 293          |
| 2009         | 285          |
| 2010         | 268          |
| 2011         | 413          |
| 2012         | 315          |
| 2013         | 337          |
| 2014         | 290          |
| 2015         | 309          |
| 2016         | 277          |
| 2017         | 263          |
| 2018         | 252          |
| 2019         | 219          |

## 駅周辺
- 丹後海陸交通 本社
- 野田川フォレストパーク・京都府野田川ユースセンター
- 京都銀行加悦谷支店
- 京都府立宮津天橋高等学校加悦谷校舎（京都府立加悦谷高等学校）
- にしがき石川店
- ファッションセンターしまむら野田川店
- コメリハード&グリーン野田川店
- ゴダイドラッグ野田川店
- ココカラファイン与謝野町店
- コスモス与謝野店
- ケーズデンキ与謝野店
- フレッシュバザール野田川店

## バス路線
駅前に丹後海陸交通「与謝野駅」停留所があり、与謝線・福知山線（30・32系統：天橋立ケーブル下 / 共栄高校前（※平日のみ）、与謝）が発着する。

## 隣の駅
WILLER TRAINS（京都丹後鉄道）
■宮豊線（宮津線）
- 特急「はしだて」「たんごリレー」停車駅

快速「丹後路」（下りのみ運転）
天橋立駅 (T15) → 与謝野駅 (T17) → 京丹後大宮駅 (T18)
普通
岩滝口駅 (T16) - 与謝野駅 (T17) - 京丹後大宮駅 (T18)

### かつて存在した路線
加悦鉄道
加悦鉄道線
丹後山田駅 - 水戸谷駅